# Oowatanite (canción)
«Oowatanite» (en español: «¡Vaya noche!») es una canción de la banda de rock canadiense April Wine y se encuentra originalmente en el álbum Stand Back publicado en 1975 por Aquarius Records.  Fue lanzado como sencillo para promocionar este disco en el mismo año por la misma discográfica. Fue escrita por el bajista Jim Clench.
Al ser un sencillo promocional, «Oowatanite» contiene en ambas caras del vinilo el tema del mismo nombre, solo que con diferente definición de sonido (estereofónico en el lado A y monoaural en el lado B).
Este sencillo logró entrar en las listas de la revista RPM Magazine, colocándose en el lugar 11.º el 2 de agosto de 1975.

## Recepción de la crítica
Donald A. Guarisco, crítico de Allmusic, señaló que el disco de Stand Back inicia bien gracias a «Oowatanite».  Guarisco describe a este tema en su reseña y menciona que «Oowatanite» «comienza con un arreglo de rock efectivo que lo complementa con un sonido de alarma contra incendios».

## Lista de canciones

### Cara A
| Side one |                                     |              |          |  |
| N.º      | Título                              | Escritor(es) | Duración |  |
| 1.       | «Oowatanite» (sonido estereofónico) | Jim Clench   | 3:20     |  |

### Cara B
| Side one |                                 |              |          |  |
| N.º      | Título                          | Escritor(es) | Duración |  |
| 2.       | «Oowatanite» (sonido monoaural) | Jim Clench   | 4:29     |  |

## Créditos
- Myles Goodwyn — guitarra y coros
- Jim Clench — voz principal y bajo
- Gary Moffet — guitarra y coros
- Jerry Mercer — batería

## Listas
| Año  | País   | Lista        | Posición máxima |
| ---- | ------ | ------------ | --------------- |
| 1975 | Canadá | RPM Magazine | 11.º            |